# Melcher Mihály
Melcher Mihály (Csobánka, 1953. július 9. –) magyar Ferenczy Noémi-díjas üvegművész, valamint festőművész.

## Életpályája
1986-ban diplomázott a Magyar Iparművészeti Főiskolán, üveg szakon. 1986-tól A MAOE, 1993-tól a MKISZ és 1996-tól a Magyar Üvegművészeti Társaság tagja. Saját elnevezésével élve ún. "zömített" üveget készít. Egyszerre dolgozik a mértani és az organikus formával, hogy az egységet szimbolizáló alapvető ellentéteket érzékeltesse. Célja olyan mű létrehozása, amely hozzásegíti az emberi szellem felemelkedését az anyagi világból az érzékfeletti láthatatlanba. Ennek technikai kivitelezését az egyiptomi üvegművészet II. Amenhotep fej-eredményeinek felhasználásával, színes üvegrögök gipszformába olvasztásával, illetve annak továbbépítésével oldja meg.
Jelentős hatást gyakorolt rá Barcsay Jenő, Czóbel Béla és Deim Pál konstruktivizmusa. Tanulmányai befejezése óta szabad művészként alkot szülőfalujában. Felesége, M. Tóth Margit szintén üveg- és festőművész.
Melcher Mihály munkásságát 2012-ben Ferenczy Noémi-díjjal jutalmazták.

## Ars poeticája
"Munkáimmal az üveg rejtett erőit kutatom és próbálom a plasztika illetve a vizualitás nyelvére lefordítani. Színes és színtelen üveget használok, amit formába olvasztok, néhol csiszolok és ha szükséges, helyenként polírozok."

## Fontosabb kiállításai
- International Juried Gestaltet, München, Németország
- Galeria “L”, Hamburg, Németország
- The International Exhibition of Glass Craft, Kanazawa, Japán
- Iparművészeti Múzeum, Budapest, Magyarország
- Glass Now, Japán
- SOFA, Chicago, USA
- Compositions Gallery, San Francisco, USA
- Üveg Piramis Galéria, Budapest, Magyarország

## Művei közgyűjteményekben
- Iparművészeti Múzeum, Budapest
- Ernsting Stiftung, Alter Hof Herding, Glasmuseum, Coesfeld, Németország
- Glasmuseum, Ebeltoft, Dánia
- Glasmuseum, Lauscha, Németország